# 籠細胞

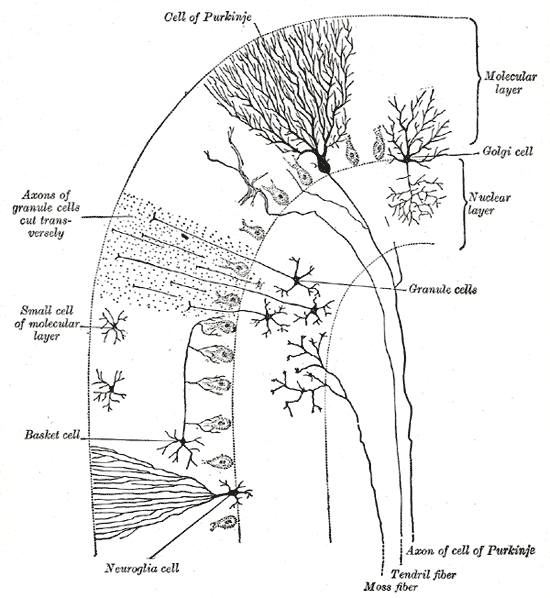
小脳薄層の横断面（籠細胞は左下に記載されている）

籠細胞（英: basket cell）とは、小脳の分子層、海馬、大脳皮質で認められるGABA性介在ニューロンを抑制する細胞。
小脳においてプルキンエ細胞の細胞体上をシナプスする多極の星状であり、その樹状突起は複雑に広がっている。海馬の籠細胞は、錐体細胞の樹状突起基部および体細胞を標的とする。大脳皮質および海馬の籠細胞はパルブアルブミンを発現しており、fast-spikingがある。